# 유용민
유용민(1998년 2월 6일 ~)는 가수이자, 뉴에라프로젝트 소속의 싱어송라이터이다. 유용민은 2017년 대한민국의 기획사 미스틱엔터테인먼트의 음악 플랫폼 LISTEN을 통해 데뷔하였다.

## 학력
- 서울예술대학교 실용음악과 (재학)
- 서울공연예술고등학교 실용음악과 (졸업)

## 음반 목록

### 디지털 싱글
- 2017: LISTEN 006 낯설어
- 2017: LISTEN 009 Nobody Knows
- 2018: HIDDEN TRACK NO.V Vol.1 고생 많았어
- 2020: 하트시그널3 OST 사랑 앞에서

## 음반 외 활동 목록

### TV 버라이어티
- 2015: Mnet 《슈퍼스타K 7》
- 2017: MBC 에브리원 《주간 아이돌》 - 311회 게스트
- 2018 : MBC 에브리원 《창작의 신 : 국민 작곡가의 탄생》 - Top20
- 2022 : 채널A 《청춘스타》 - Top41

### 뮤직비디오
- 2016: 윤종신, 민서 - 〈널 사랑한 너〉
- 2019: 민서 - 〈알지도 못하면서〉
- 2020: 이수영 - <날 찾아>

### 그외
- 2019: 윤종신, 하동균 - 《워커홀릭》 커버모델

- 유용민 - 인스타그램